# Charlie Withers
Charles Francis „Charlie“ Withers (* 6. September 1922 in Edmonton, London; † 7. Juni 2005 in Torquay) war ein englischer Fußballspieler und etatmäßiger linker Verteidiger in der Mannschaft von Tottenham Hotspur, die unter Trainer Arthur Rowe in der Saison 1949/50 in die erste Liga aufstieg. Als die Mannschaft im Jahr darauf die englische Meisterschaft gewann, agierte er jedoch zumeist nur als Ersatz hinter Arthur Willis.

## Sportlicher Werdegang
Withers war in jungen Jahren vielseitig sportlich interessiert und betätigte sich gleichsam beim Fußball, Cricket und mit Schwimmen. Er kam in diversen Schülerauswahlen zum Zug und repräsentierte seinen Bezirk Edmonton, die Grafschaft Middlesex und die Stadt London. Als er in der Saison 1936/37 in die englische Auswahl berufen werden sollte, wurde er jedoch als „zu klein“ befunden. Er verließ im Alter von 15 Jahren die Schule und arbeitete in einer Holzfabrik in Chingford, während er parallel im Nachwuchsbereich von Tottenham Hotspur und bei der christlichen Jugendorganisation 7th Enfield Boys Brigade weiter Fußball spielte. Ab Mai 1938 war er auf Amateurbasis bei Tottenham beschäftigt und im weiteren Verlauf wurde er an den FC Finchley ausgeliehen, um Spielpraxis zu sammeln. Wie bei vielen jungen Fußballern seiner Generation sorgte danach der Ausbruch des Zweiten Weltkriegs dafür, dass die erhoffte Profikarriere für viele Jahre „auf Eis gelegt“ wurde. Stattdessen diente Withers als Soldat und nahm auch mit der britischen Royal Artillery am D-Day in der Normandie teil.
Er spielte zumeist Fußball in der Armee und als er diese im März 1947 verließ, setzte der mittlerweile 24-Jährige die Karriere bei Tottenham fort und absolvierte im September 1947 ein erstes Pflichtspiel in der Football Combination für die Reserveauswahl der Spurs. Drei Wochen später unterzeichnete Withers einen Profivertrag; er musste jedoch bis zum 15. März 1948 auf sein Zweitligadebüt gegen den FC Barnsley warten. Zur Mitte der folgenden Spielzeit 1948/49 erarbeitete er sich zunehmend einen Stammplatz im Team von Trainer Joe Hulme. Dabei zählte er zu den Publikumslieblingen, was vor allem an seiner harten Zweikampfführung lag, die den Fans gefiel. Dazu pflegte er bei verlorenen Duellen dem gegnerischen Spieler „hinterher zu jagen“ zwecks Rückeroberung des Balls. Als linker Verteidiger harmonierte er gut mit Ron Burgess, dem Außenläufer auf seiner Seite, und er war Stammspieler in der Aufstiegssaison 1949/50. Lediglich in den beiden letzten – eigentlich bedeutungslosen – Partien ersetzte ihn der neue Trainer Arthur Rowe durch den zweieinhalb Jahre älteren Arthur Willis. Als die Spurs in der folgenden Saison 1950/51 überraschend die englische Meisterschaft gewannen, war Withers in der Hackordnung hinter Willis zurückgefallen und hatte so mit vier Ligaeinsätzen einen nur marginalen Anteil am Erfolg.
In den folgenden Jahren teilten sich Withers und Willis mehr oder weniger die Einsätze untereinander auf, bevor mit Mel Hopkins nach dem Weggang von Willis nach Swansea zu einem neuen Konkurrenten für Withers wurde. Während dieser Zeit gelang ihm ein seltenes Kunststück, als er im Januar 1953 in einem FA-Cup-Spiel gegen Preston North End als „Aushilfsstürmer“ die einzigen zwei Pflichtspieltore in seiner Karriere für die Profimannschaft schoss. Hopkins verdrängte ihn sukzessive als linken Verteidiger, aber nach dem Rücktritt von Alf Ramsey, der anschließend Trainer von Ipswich Town wurde, übernahm Withers die Rolle auf der rechten Abwehrseite. Sein letztes Spiel in der ersten Mannschaft absolvierte er am 2. April 1956 gegen Preston North End, bevor er die letzten zwei Jahre in Reserveauswahlen ausklingen ließ, dabei auch im Trainerstab arbeitete und 1958 die Eastern Counties League gewann. Dazu war Withers in seiner letzten Tottenham-Saison parallel als Trainer in Finchley aktiv. Zur Saison 1958/59 wechselte er in die Southern League zu Boston United und bestritt dort 46 Partien. Im Juni 1961 heuerte er ebenfalls in der Southern League beim FC Romford an und übernahm nach vier Einsätzen dort erneut Traineraufgaben. Ab Oktober 1963 trainierte er hauptverantwortlich seinen Heimatverein in Edmonton.
Nachdem er den Fußballsport hinter sich gelassen hatte, arbeitete Withers als Geldbote für Barclays und ging oft privat seinem Hobby als Angler nach. Er verstarb am 7. Juni 2005 in einem Krankenhaus der Stadt Torquay.

## Titel/Auszeichnungen
- FA Charity Shield: 1951